# Stanisław Duda (oficer)
Stanisław Duda (ur. 19 września 1916 w Stanach, zm. 8 sierpnia 1994 w Sanoku) – podpułkownik Wojska Polskiego.

## Życiorys
Urodził się 19 września 1916 w Stanach. Był synem Józefa i Marii. Od 1933 do 1936 uczył się w trzyletniej podoficerskiej szkole piechoty w Śremie. Po ukończeniu kształcenia jako żołnierz Wojska Polskiego II RP został przydzielony do 17 pułku piechoty w Rzeszowie i od września 1936 do września 1939 służył jako podoficer zawodowy, potem mianowany plutonowym. Uzyskał wykształcenie średnie gimnazjalne.
Po wybuchu II wojny światowej brał udział w kampanii wrześniowej w szeregach 17 pp. Podczas walk obronnych pełnił stanowisko zastępcy dowódcy i następnie dowódcy plutonu ciężkich karabinów maszynowych, uczestniczył w walkach na froncie karpackim, biorąc udział w bojach w rejonie Nowego Sącza, Pilzna, Tuchowa (tam 18 września odniósł rany), Dynowa, Przemyśla. Po otoczeniu oddziału pod Przemyślem został wzięty przez Niemców do niewoli 21 września. Po kilku dniach zbiegł z transportu. Następnie przebywał u rodziny w Krakowie, w Mielcu i w Rzeszowie. Zaangażował się w działalność konspiracyjną. Był członkiem Związku Walki Zbrojnej. Z uwagi na prześladowania ze strony okupanta w 1941 wyjechał do swojego brata na Lubelszczyznę. Tam rok później wstąpił do organizacji ruchu ludowego. Od lutego 1942 należał do Batalionów Chłopskich, działając pod pseudonimem „Bil”. Działał w Okręgu Lublin BCh i był podległy komendantowi Janowi Pasiakowi ps. „Jawor”. Od czasu wstąpienia do organizacji do 1943 zajmował się szkoleniem polityczno-wojskowym członków BCh. Od 1943 do 1944 uczestniczył w walce zbrojnej z okupantem. Kolejno pełnił funkcje dowódcy placówki, dowódcy pododdziału BCh-AL w rejonie 13 (od października 1942), dowódcy grupy dywersyjnej Okręgu. 5 maja 1944 mianowany porucznikiem.
Po nadejściu frontu wschodniego ujawnił się wraz ze swoim oddziałem BCh przed Armią Czerwoną i ludowym Wojskiem Polskim. W 1945 ochotniczo wstąpił do WP. Służył w II Armii WP. Objął funkcje dowódcy kompanii oraz jednocześnie zastępcy dowódcy batalionu w 52 pułku piechoty z Krakowa. W październiku 1945 skierowany do Wojsk Ochrony Pogranicza i służył w WOP w Przemyślu w celu organizowania 8 Oddziału WOP. W tym okresie od 12 czerwca 1945 do 31 grudnia 1947 uczestniczył w tzw. „utrwalaniu władzy ludowej” biorąc udział w walkach przeciw UPA i NSZ. 24 września 1945 awansowany na kapitana. W tym stopniu został pierwszym dowódcą 36 Komendy Odcinka Olszanica. 11 października 1946 awansowany na majora. W tym stopniu służył w dowództwie 8 Oddziału OP w Przemyślu. Był dowódcą batalionu 263 i brał udział w walkach z UPA w Bieszczadach. Po przeniesieniu do WOP Kraków był dowódcą batalionu. Pod koniec 1948 w Krakowie został zwolniony z wojska i zdemobilizowany. Powodem było „niepodjęcie walki z bandą, która napadła pociąg pasażerski na linii Zakopane-Chabówka”. Został zdegradowany do stopnia szeregowca na podstawie art. 128 § 2 i 140 § 1.
Od 1948 pracował w Kopalnictwie Naftowym w Sanoku. Od 1956 był zatrudniony w Prezydium Powiatowej Rady Narodowej w Sanoku – w Biurze Pełnomocnika Ministerstwa Przemysłu Spożywczego i Skupu, a na początku lat 60. na stanowisku kierownika Wydziału Organizacyjno-Prawnego. W 1950 wstąpił do Związku Bojowników o Wolność i Demokrację. Był członkiem Koła Miejsko-Gminnego ZBoWiD w Sanoku. W organizacji działał w Komisji Współpracy z Młodzieżą i był prelegentem z ramienia ZBoWiD. Na przestrzeni lat udzielał się też w działalności TPŻ, LPŻ, TPPR, PZPR, LOK, FJN.
Po odwilży październikowej 1956 roku został uniewinniony 29 maja 1957 przez Zgromadzenie Sędziów Najwyższego Sądu Wojskowego i zrehabilitowany. W 1976 uzyskał status kombatanta. W połowie lat 80. był podpułkownikiem w stanie spoczynku.
Jego żoną była Władysława (1924–1987). Miał córkę (ur. 14 stycznia 1946) i syna Wojciecha (1953–1988). Zmarł 8 sierpnia 1994 w Sanoku. Stanisław, Władysława i Wojciech Dudowie zostali pochowani w grobowcu rodzinnym na Cmentarzu Centralnym w Sanoku.

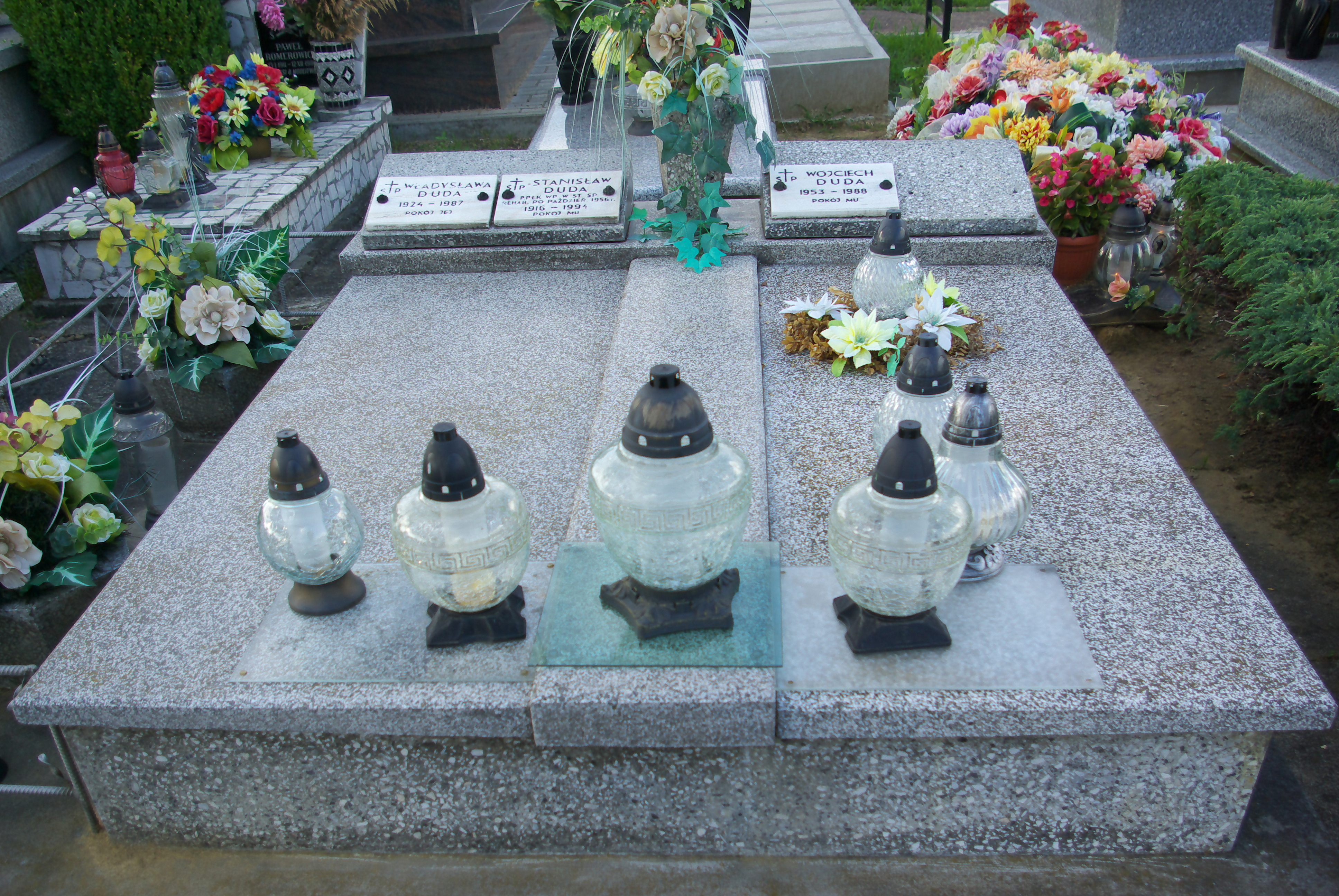
Grobowiec rodziny Duda w Sanoku

## Odznaczenia
- Order Krzyża Grunwaldu III klasy (3 listopada 1973)[35][36].
- Krzyż Kawalerski Orderu Odrodzenia Polski (12 lipca 1973)[35]
- Krzyż Partyzancki (16 kwietnia 1973)[37]
- Medal „Za udział w wojnie obronnej 1939” (1982)[29]
- Srebrny Krzyż Zasługi – dwukrotnie (25 czerwca 1946, „za walkę z bandami UPA i NSZ”, 11 października 1946, „za pracę”)[38]
- Srebrny Medal „Zasłużonym na Polu Chwały” (3 lipca 1947, „za walkę z bandami UPA w pow. Sanok, Lesko, Przemyśl”)[38]
- Medal Zwycięstwa i Wolności 1945 (26 czerwca 1946)[35]
- Brązowy Medal „Za zasługi dla obronności kraju” (8 kwietnia 1976)[35]
- Odznaka Grunwaldzka (15 czerwca 1946)[35]
- Srebrna Odznaka „Zasłużony Działacz LOK” (18 września 1979)[35]
- Odznaka „Zasłużony Działacz KOR” (24 czerwca 1980)[35]
- Odznaka „Zasłużony dla Województwa Rzeszowskiego” (11 lipca 1972)[39]
- Odznaka „Zasłużony dla Województwa Krośnieńskiego” (29 września 1981)[35]
- inne medale i odznaki pamiątkowe[40]